# دیگو گونزالز
دیگو گونزالز (انگلیسی: Diego González؛ زادهٔ ۷ ژانویهٔ ۲۰۰۳) بازیکن فوتبال اهل پاراگوئه است.
وی همچنین در تیم‌های ملی فوتبال زیر ۱۷ سال و زیر ۲۰ سال پاراگوئه بازی کرده‌است.